# レーザープリンター

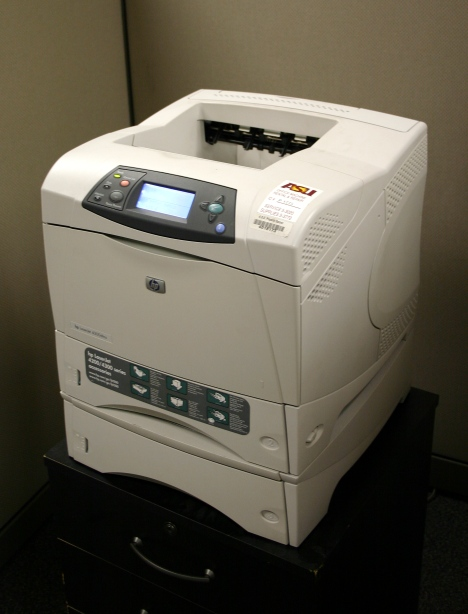
HP LaserJet 4200シリーズのプリンターは、500枚の用紙を収納する追加トレイの上に設置されている。

レーザープリンター（英: laser printer）は静電デジタル印刷プロセスを使用した印刷機である。レーザー印刷（英: laser printing）とも呼ばれる。
「ドラム」と呼ばれる負に帯電した円筒上にレーザー光線を繰り返し通過させ、正に帯電した画像領域を形成することで、高品質のテキストやグラフィック（および中程度の品質の写真）の潜像を作る事ができる。その後、電荷を帯びた粉体インク（トナー）を選択的にドラムに塗布し、トナー画像を用紙に転写する。最後に、用紙を加熱・加圧して文字や画像を恒久的に用紙に定着させる。デジタル複写機と同様、レーザープリンターも電子写真印刷プロセスを採用している。レーザー印刷は、既存の原稿からの光を感光ドラムに反射させて画像を形成する従来のアナログ複写機におけるゼログラフィーとは異なる。
レーザープリンターは1970年代にゼロックスパロアルト研究所（Xerox PARC）で発明された。
その後、IBM、キヤノン、ゼロックス、アップル、ヒューレット・パッカード、その他多くの企業によりオフィス用に導入された。また消費者市場にも導入された。
行単位ではなくページ単位で印刷する方式からページプリンターと呼ばれることもある。

## 歴史

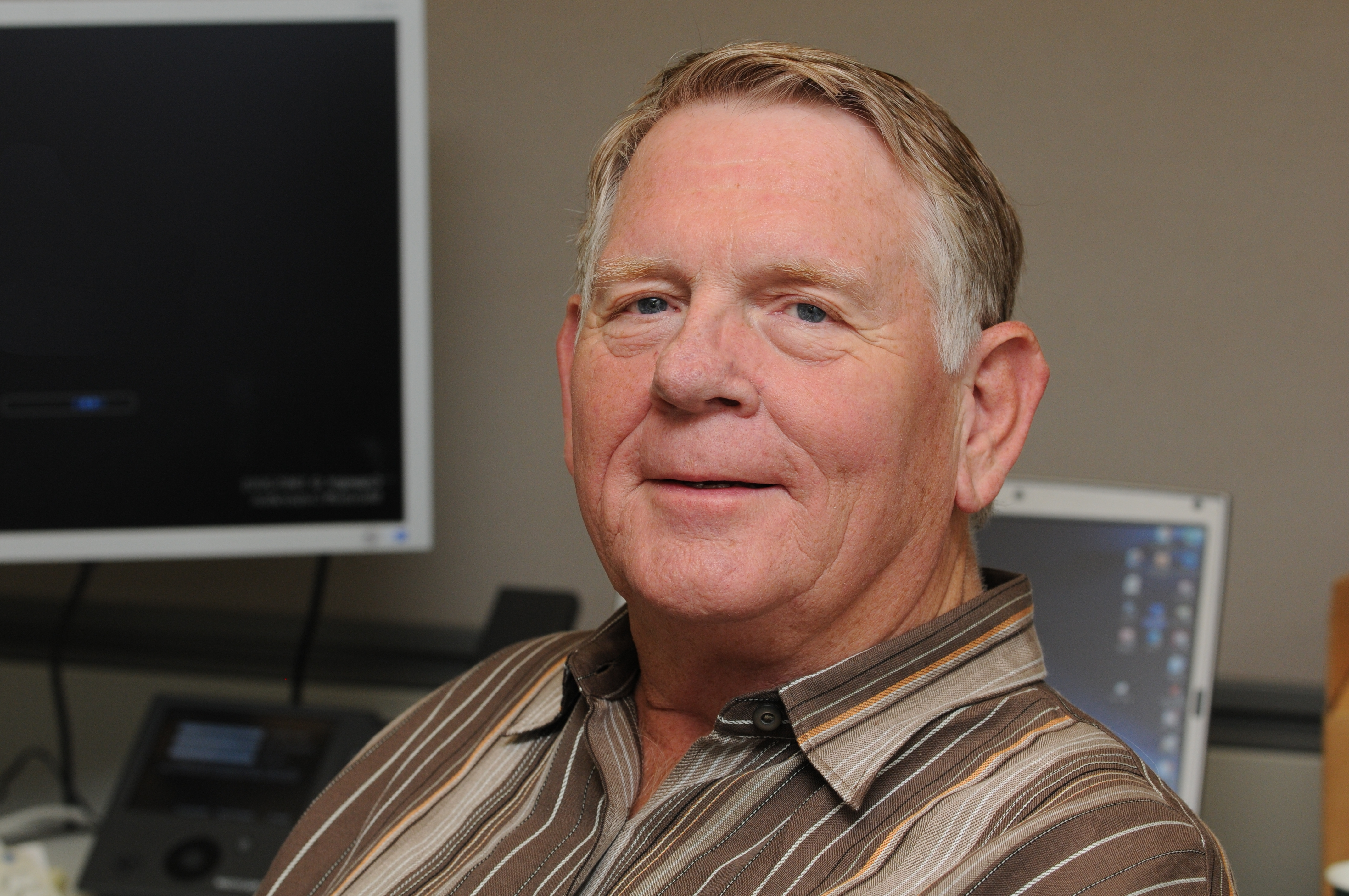
レーザープリンターを発明したゲイリー・スタークウェザー（2009年撮影）

1960年代、ゼロックス・コーポレーションは写真複写機市場で圧倒的な地位を占めていた。1969年、ゼロックスの商品開発部門に勤務していたゲイリー・スタークウェザーは、レーザー光線を使って複写機のドラム上に複写物の画像を直接「描く」ことを考えついた。1971年に設立されたばかりのパロアルト研究所（Xerox PARC）に異動したスタークウェザーは、ゼロックス7000複写機を改造してSLOT（Scanned Laser Output Terminal）を開発した。1972年、スタークウェザーはバトラー・ランプソンおよびロナルド・ライダー(Ronald Rider)と協力し、制御システムとキャラクタージェネレータを追加し、後にゼロックス9700レーザープリンターとなるEARS（Ethernet, Alto Research character generator, Scanned laser output terminal）と呼ばれるプリンターを完成させた。
1976年、最初の商用レーザープリンターであるIBM 3800が発売された。これはデータセンター向けに設計されたもので、メインフレームコンピュータに接続されるラインプリンターに代わるもので、IBM 3800は連続印字用紙への大量印刷に使用され、解像度240ドット/インチ（dpi）で215ページ/分（ppm）の速度を達成した。このプリンターは8,000台以上販売された。
1977年、 ゼロックス9700が市場に投入された。これはIBM 3800とは異なり、ゼロックス9700は特定の既存プリンターの置き換えを目的としていなかったが、必要なフォントの読み込みに限定的に対応していた。ゼロックス9700は、さまざまな内容の単票紙を含め、（保険証券など）高付加価値の文書を印刷するのに優れていた。ゼロックス9700の商業的成功に触発され、1979年、日本のカメラ・光学機器メーカーのキヤノンが低価格のデスクトップ・レーザープリンター、キヤノンLBP-10を開発した。その後、キヤノンは大幅に改良されたプリントエンジン、キヤノンCXの開発に着手し、LBP-CXプリンターを誕生させた。コンピューター・ユーザーへの販売経験がなかったキヤノンは、シリコンバレーの3社、ディアブロ・データ・システムズ（この申し出は拒否された）、ヒューレット・パッカード（HP）、アップルコンピュータに提携を求めた。
1981年、 オフィス用途に設計された初の小型パーソナルコンピュータ、ゼロックス・スター8010（Xerox Star 8010）が市場に登場した。このシステムはデスクトップ・メタファーを採用し、アップル・マッキントッシュ（Apple Macintosh）が発売されるまで、商業販売において他に類を見ない存在であった。Starワークステーションは革新的であったものの、非常に高価なシステムで（17,000米ドル）、対象となった企業や組織のごく一部にしか手が届かなかった。
1984年、 大量販売を目的とした初のレーザープリンターHP LaserJetが発売された。これにはHPのソフトウェアで制御されたキヤノンCXエンジンが搭載されていた。LaserJetに続き、ブラザー工業、IBMなどもプリンターを発売した。第一世代のマシンには、セットされた用紙の長さよりも大きな外周をもつドラムが搭載されていた。回復速度が速いコーティングが開発されると、ドラムは印刷面ごとに何度も回転して用紙に接触することができ、ドラムの直径は小さくなった。
1985年 、アップルはLaserWriterを発表し、同じくキヤノンCXエンジンと、新しくリリースされたページ記述言語、PostScript（ポストスクリプト）を採用した。それまで各メーカーは独自のページ記述言語を使用していたため、対応ソフトウェアは複雑で高価なものであった。PostScriptという記述言語は、プリンターのブランドや解像度にほとんど依存することなく、テキスト、フォント、グラフィック、画像、カラーを使用することを可能にした。同年、アルダス（Aldus）がMacintoshとLaserWriter向けにPageMakerを発売し、この組み合わせはデスクトップパブリッシングで大人気となった。
レーザープリンターは、ビジネス市場と消費者市場に、1ページにさまざまなフォントを使用した非常に高速で高品質のテキスト印刷をもたらした。この時代、一般に販売されていた他のプリンターで、このような機能を兼ね備えていたものはなかった。

## 印刷プロセス

レーザープリンターの図解

レーザー光源には一般に、赤色光または赤外光を発することができるヒ化アルミニウムガリウム（AlGaAs）半導体レーザーが用いられる。レーザー光は、帯電した感光体でコーティングされた回転ドラムに、印刷されるページの画像を投影する。コーティングは、初期にはセレンが、後の製品では有機モノマーあるN-ビニルカルバゾールなどの有機光伝導体が使われている。光伝導性によって、レーザー光に曝露されたドラムの領域から帯電した電子が離脱し、ドラム上に潜像が形成される。そして、粉体インク（トナー）粒子は、レーザー光が照射されていないドラムの帯電領域に静電的に引き寄せられる。その後、機内を通過する紙にドラムが直接接触して、トナーで形成された画像を転写する。最後に、用紙はフィニッシャーに送られ、熱と圧力を利用して画像を表したトナーを瞬時に用紙に定着させる。
このプロセスは通常7つの段階からなる。次の節で詳しく説明する。

### ラスターイメージ処理
印刷する文書は、PostScript、Printer Command Language（PCL）、Open XML Paper Specification（OpenXPS）などのページ記述言語でエンコードされる。ラスターイメージプロセッサ（RIP）はページ記述をビットマップに変換し、プリンターのラスターメモリに格納する。ページ全体を横切るドットの各水平帯は、ラスターラインまたはスキャンラインと呼ばれる。
レーザー印刷が他の印刷技術と異なるのは、常に単一の連続プロセスでレンダリングされて、途中で停止することがない点であり、インクジェットなどの他の技術が数行ごとに一時停止できるのと対照的である。バッファアンダーラン（レーザーがページ上のある点に到達したときに描画するドットの情報が存在しないこと）を回避するため、レーザープリンターは通常、ページ全体のビットマップ画像を保持するのに十分なラスターメモリを必要とする。たとえば、A4サイズで600 dpiの場合、モノクロで少なくとも4メガバイト、4色カラーで16メガバイトを要す。
ページ記述言語を使用したフルグラフィック出力の場合、レターサイズまたはA4サイズのモノクロのページ全体にわたるドットを300 dpiで保持するのに、少なくとも1メガバイトのラスターメモリが必要となる。ページに含まれる1平方インチあたりのドット数は1インチあたりのドット数の2乗、300 dpiの場合は90,000ドットとなる。一般的なレター用紙（8.5×11インチ、216×279 mm）の四辺に0.25インチ（6.4 mm）の余白をとると、印刷可能領域は8.0×10.5インチ（200×270 mm）、その面積84平方インチに含まれるドット数は90,000ドット/平方インチ×84平方インチ＝7,560,000ドットとなる。モノクロの場合、1ドットを1ビットで表せるので、必要なメモリは7,560,000ビットである。1メガバイトのメモリサイズは1,048,576バイトまたは8,388,608ビットであることから、このページ全体を保持するのに十分であり、残りの約100キロバイトはラスターイメージプロセッサが使うことができる。
カラープリンターでは、4つのCMYKトナー層がそれぞれ別のビットマップとして保存され、通常、印刷を開始する前に4つの層すべてが前処理されるため、300 dpiのフルカラーのレターサイズまたはA4サイズのページには少なくとも4メガバイトが必要となる。
1980年代、メモリーチップはまだ非常に高価であったため、当時のレーザープリンターは最下位モデルでも希望小売価格は米ドル建てで4桁台であった。その後、メモリの価格は大幅に下がり、その一方で、パーソナルコンピュータ（PC）と周辺機器ケーブル（特にSCSI）の性能が急速に向上により、画像生成処理（ラスタライズ）を送信側のPC側で行う低価格なレーザープリンターの開発が可能になった。このようなプリンターでは、オペレーティングシステムの印刷スプーラが、各ページの生のビットマップをターゲット解像度でPCのシステムメモリ上にレンダリングし、このビットマップをレーザーに直接送信する（送信側PCの他のすべてのプログラムの速度を低下させるという代償を払って）。NECが投入した、いわゆる「ダム」または「ホストベース」レーザープリンターの登場により、低価格の300 dpiレーザープリンターの小売価格は、1994年初頭には700米ドル、1995年初頭には600米ドルにまで低下した。1997年9月、HPはホスト・ベースのLaserJet 6Lを発表した。600 dpiのテキストを最大6ページ/分で印刷でき、価格はわずか400米ドルであった。
1200 dpiのプリンターは、2008年以降、消費者市場で広く販売されている。2400 dpiの電子写真製版機（基本的にはプラスチックシートに印刷するレーザープリンター）も販売されている。

### 帯電

高電圧によって感光ドラムをマイナスに帯電させる

旧式のプリンターではドラムと平行に配置されたコロナワイヤーが、最近のプリンターでは一次帯電ロールが、暗環境下で回転する感光体ドラムまたは感光体ベルト（感光体ユニットと呼ばれる）を静電的に帯電させることで、その表面に負の電荷が保持される。
以前の画像によって残った残留電荷を除去するために、一次帯電ロールにはACバイアス電圧が印加される。また、このローラーは均一な負電位を確保するために、ドラム表面にDCバイアスを印加する。
多くの特許では、感光体ドラムのコーティングは、光帯電層、電荷漏洩バリア層、および表面層からなるケイ素「サンドイッチ」と記述している。ある製品では、受光層として水素を含むアモルファスシリコンを使用し、電荷漏洩バリア層として窒化ホウ素、表面層としてドープケイ素、特に研削窒化ケイ素に似せるのに十分な濃度で酸素や窒素を含有したシリコンを使用している。

### 露光

レーザー光が感光ドラム上の負電荷を選択的に中和し、静電画像を形成する。

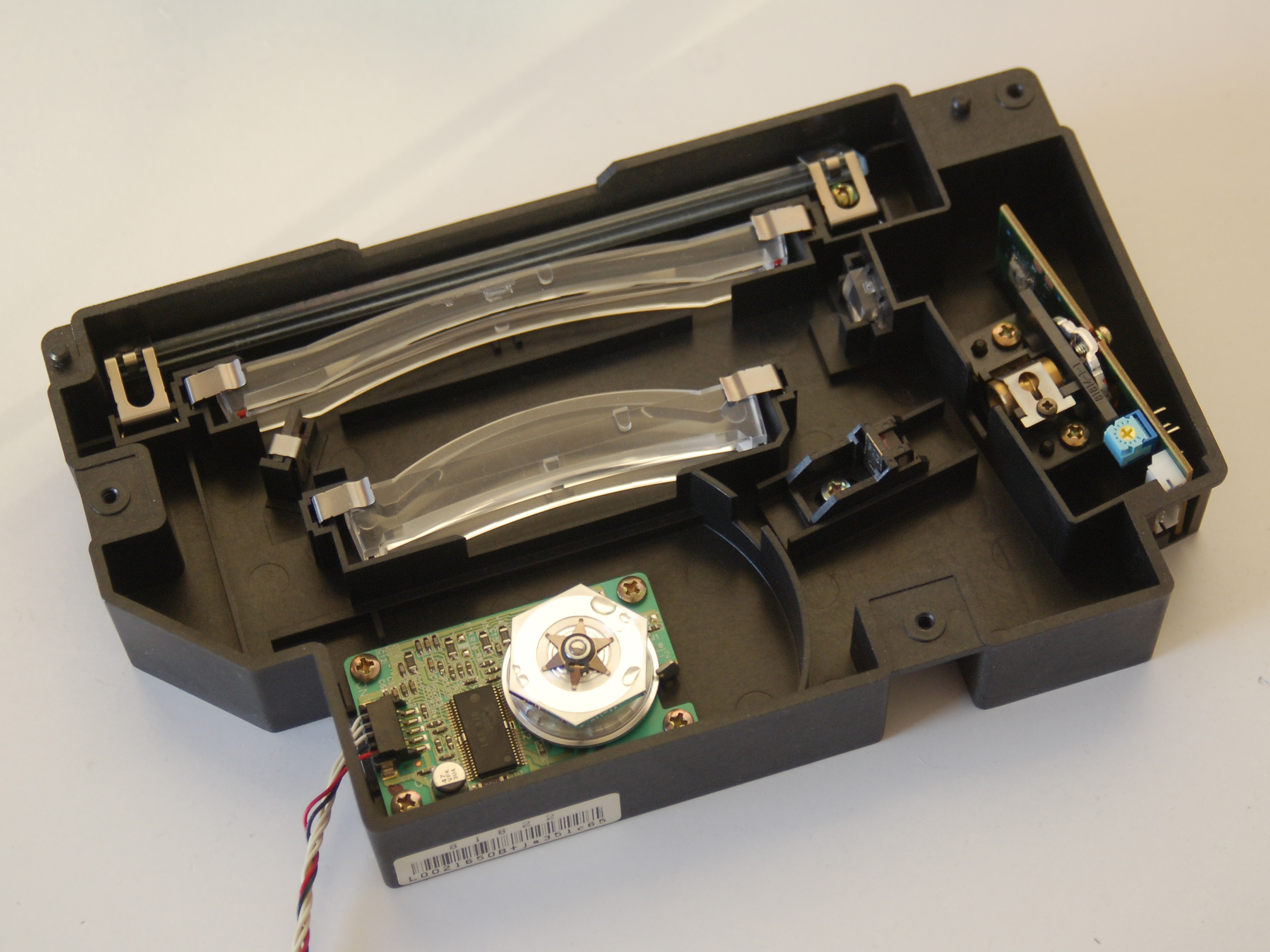
Dell P1500レーザープリンターの走査光学系ユニット。右側のレーザーユニットから放射されたレーザー光は、左下の回転六面鏡で反射され、上方にあるレンズと鏡を介して感光体ドラムに導かれる。

レーザープリンターでレーザー光源が採用されている理由は、特にプリンター内部の短い距離で、レーザーが高度に集束した正確で強力な光線を形成できるためである。発生したレーザーは回転多面鏡に向けられ、レンズと鏡のシステムを介して光ビームを感光体ドラムに導き、1秒間に最大6,500万回の速度でピクセル（画素）が書き込まれる。感光体ドラムは掃引中も回転し続けるため、この動きを補正するために掃引角度はごくわずか傾斜している。プリンターのメモリに保持されているラスタライズされたデータ流により、掃引しながらレーザーを急速に点灯または消灯する。
レーザービームは、ドラム表面の電荷を中和または反転し、ドラム表面に静電気的なネガ画像を形成し、負に帯電したトナー粒子を反発させる。ドラム上でレーザーが照射された領域は直ちに電荷を失うため、次の現像段階でトナーを塗布した現像ロールによってドラムに押し付けられたトナーは、現像ロールのゴム面からドラム表面の帯電部に移動する。
レーザー光源を使わないプリンターの中には、LEDプリンターのようにページ幅にまたがる発光ダイオードの配列を使用して画像を生成するものもある。文書の中には「露光」を「書き込み」と記述するものもある。

### 現像
ドラムの回転と同様に、現像ロールにトナーが15 μmの厚さの均一な層として連続的に塗布される。潜像を形成した感光体ドラムの表面と、トナーで覆われた現像ロールが接触する。
トナーは、カーボンブラックまたは着色剤と混合され乾燥したプラスチック粉末の微粒子で構成されている。トナー粒子はトナーカートリッジ内では負に帯電しており、現像ロール上に現れると、感光体の潜像の部分に静電的に引き寄せられる。負電荷は互いに反発するため、負に帯電したトナー粒子は、負電荷を帯びた（帯電ロールによって印加された）ドラムの領域には付着しない。

### 転写
次いで、レーザーが照射された位置にトナー粒子が付着した感光体ドラムの下に用紙が搬送される。トナー粒子はドラムと紙の両方に対して非常に弱い引力を持つが、ドラムとの結合は弱いため、粒子は再び、今度はドラムの表面から紙の表面へと移動する。一部の機械では、用紙の裏側に正に帯電した「転写ロール」を配置して、負に帯電したトナーを感光ドラムから用紙に吸着するのを助けるものもある。こうしたことから、表面が加工された用紙（例：インクジェット用紙）はレーザー印刷に適さないものがある。

### 定着

熱と圧力でトナーを紙に定着させる

用紙は定着器アセンブリのローラー間を通過し、最高427 °C（801 °F）の温度と圧力でトナーを用紙に恒久的に接着させる。一般的に、一方のローラーは中空管（ヒートロール）で、もう一方は表面がゴム加工されたローラー（プレッシャーロール）である。中空管の中心には輻射熱ランプなどの発熱体が配置され、その赤外線エネルギーがローラーを内側から均一に加熱する。トナーを適切に定着するためには、定着ロールが均一に加熱されている必要がある。
プリンターによっては、非常に薄く柔軟な金属箔ローラーを使用しているため、加熱に要する熱質量が少なく、定着器がより早く動作温度に達することができる。用紙が定着器内を通過する速度が遅ければ、トナーが溶けるまでのローラー接触時間が長くなり、定着器はより低い温度で動作することができる。一般的に、小型で安価なレーザープリンターでは、この省エネ設計により印刷が低速であるのに対し、大型の高速プリンターでは、用紙を高速に移動させるために高温の定着器を使用し、接触時間は非常に短いものとなる。

### クリーニングと再帯電

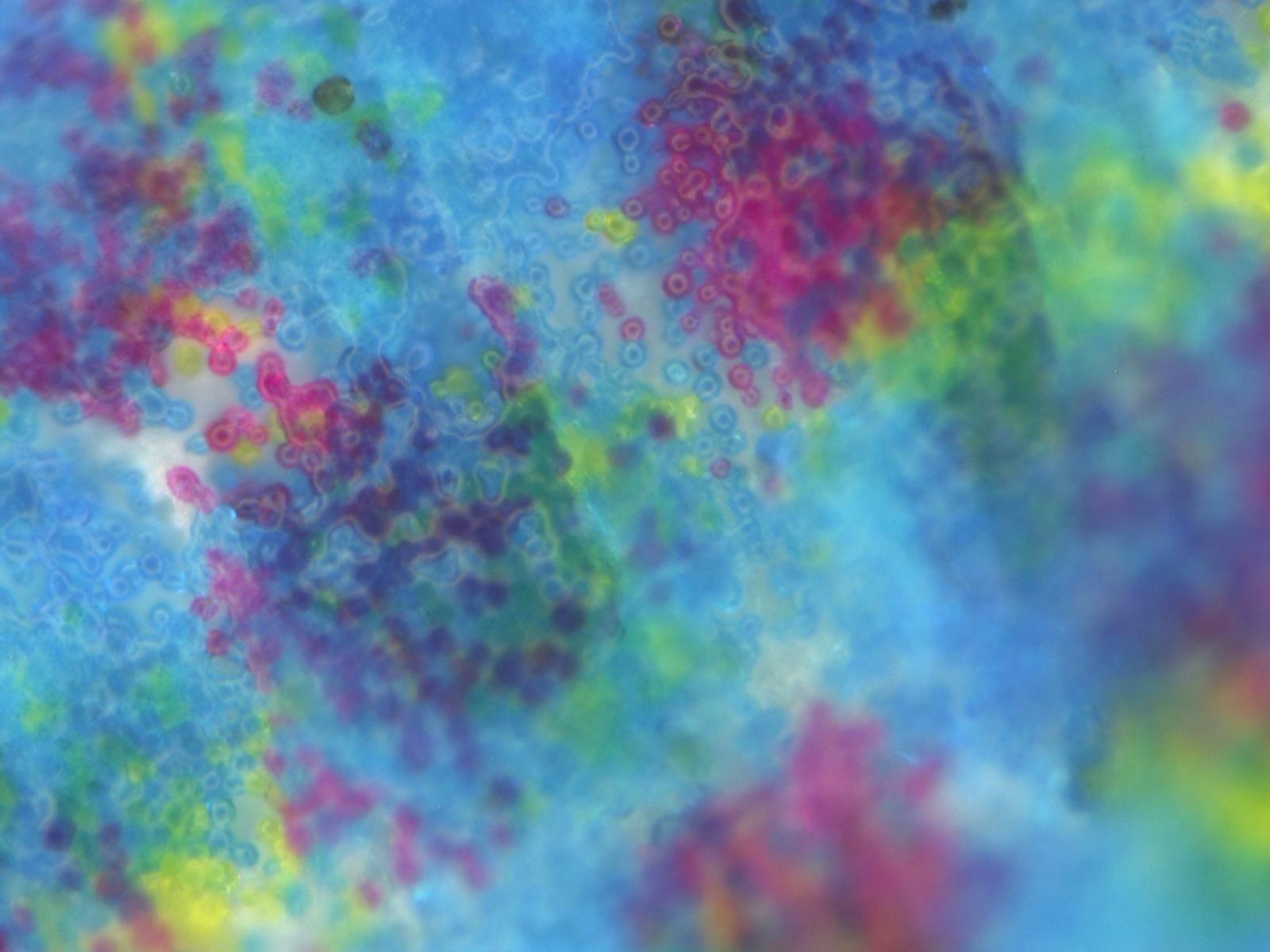
1200 dpiのカラーレーザープリンターの出力物を1000倍に拡大した。それぞれの画素は2x2の4ドットで構成されており、個々のトナー粒子も見える。シアン(青)のトナー粒子が画像部分の青味がかった背景の下地を作っている。

感光体ドラムが一回転すると、ドラムは電気的に中性の柔らかいプラスチック製のワイパーブレードに接触して、ドラムに残ったトナーは除去されて廃トナー容器に送られる。その後、帯電ロールが、きれいになったドラムの表面に均一な負電荷を回復して、レーザー光が再び照射される準備を整える。

### 連続プリント
ラスターイメージが生成すると、印刷プロセスのすべての段階を連続して行うことができる。これにより、感光体が帯電し、少し回転してレーザー光がスキャンし、さらに少し回転して現像されるといった、非常に小型化されたコンパクトなユニットにすることができる。この場合、ドラムが1回転する前にプロセス全体が完了する。
プリンターによって、これらの段階の実装方法は違ってくる。LEDプリンターでは、発光ダイオードの棒状配列を使ってドラムに光を「書き込む」。トナーはワックスまたはプラスチックを基材としており、用紙が定着器アセンブリを通過するときにトナー粒子が溶融する。用紙が逆に帯電している機種もあれば、帯電していない機種もある。定着器には、赤外線加熱器、加熱加圧ロール、または（一部の非常に高速で高価なプリンターでは）キセノンフラッシュランプが使われる。レーザープリンターの電源投入時のウォームアッププロセスは、主に定着器の余熱である。

### 誤動作
レーザープリンターの内部機構はかなり精密で、一度損傷を受けると修理が不可能な場合が多い。特にドラムは重要な部品であり、光によって帯電性を損ない、最終的には劣化してしまうため、長時間（数時間以上）光にさらしてはならない。破れた紙片のようなレーザー光を妨げるものは、レーザーがドラムの局所を放電するのを妨げ、その部分が白い縦筋として現れる原因となる。中性ワイパーブレードがドラム表面から残留トナーを除去できなかった場合、そのトナーがドラム上を再度循環し、回転するたびに印刷ページに汚れが発生することがある。帯電ロールが損傷したり、十分な出力を得られなかった場合、ドラム表面を十分に負に帯電させることができず、次の回転でドラムが現像ロールから過剰なトナーを吸着し、前の回転で形成された画像が重畳して印刷される原因となる。
トナー量を調整するドクターブレードによって現像ロールに滑らかで均一なトナー層を確実に塗布できなかった場合、印刷ページ上では、ブレードがトナーを削り取りすぎたところに白筋が入ることがある。あるいは、ブレードによって現像ロール上にトナーが残りすぎると、ロールが回転するときにトナー粒子が脱落して下の用紙に落ち、定着プロセスで用紙に付着することがある。これにより、印刷されたページが全体的に暗くなり、縁が非常に滑らかな幅広の縦縞になる。
定着ロールが十分な高温に達しなかったり、周囲の湿度が高すぎる場合、トナーが用紙にうまく定着せず、印刷後に剥がれ落ちることがある。定着器の温度が高すぎると、トナーのプラスチック成分がしみ出し、印刷された文字が濡れたり滲んだように見えたり、溶けたトナーが用紙の裏面に侵出することがある。
さまざまなプリンターメーカーが、自社トナーは自社プリンター用に特別に設計されたものであり、他社の互換トナーは、負電荷に対する特性、現像ロールから感光体ドラムへの移動性、用紙に対する定着性、ドラムからの剥離特性などにおいて、オリジナルの仕様を満たさない可能性があると主張している。

## 性能
ほとんどの電子機器と同様、レーザープリンターのコストは年々大幅に下がっている。1984年当時、HP LaserJetは3,500ドルで販売され、低解像度で小さなサイズのグラフィックでさえ難しく、重さは32 kgもあった。1990年代後半までに、モノクロレーザープリンターは家庭用やオフィス用に応えるほど安価になり、他の印刷技術に取って代わったが、写真画質の再現性においてはカラーインクジェットプリンター（下記参照）が依然として優位に立っていた。2016年現在、低価格のモノクロレーザープリンターは75ドル未満で販売されており、これらのプリンターはオンボード処理がなく、ラスターイメージの生成はホストコンピュータに依存する傾向があるが、それでもほぼすべての状況で1984年のLaserJetより優れた性能を持っている。
レーザープリンターの速度は、処理されるジョブのグラフィック使用の度合いなど、多くの要因によって大きく変化する。最速の機種では、モノクロで200ページ/分（12,000ページ/時間）以上で印刷できる。最速のカラーレーザープリンターは、100ページ/分（6,000ページ/時）以上で印刷できる。超高速レーザープリンターは、クレジットカードや公共料金の請求書など、個人宛ての文書を大量郵送するのに使用されており、一部の商業用途ではリソグラフィー（lithography）とも競合している。
この技術にかかるコストは、用紙代、トナー代、ドラムや定着器アセンブリや転写アセンブリなどの部品交換代など、さまざまな要因が組み合わせによって決まる。軟質プラスチックのドラムを使ったプリンターは、所有コストが非常に高くなることがよくあるが、ドラムの交換が必要になってそれが明らかになることがある。両面印刷（用紙の両面に印刷）は、用紙の搬送経路が長くなるためページ印刷速度は遅くなるものの、用紙コストを半減し、収納量を削減することができる。かつてはハイエンドのプリンターにしか搭載されていなかった両面印刷機能は、現在ではミッドレンジのオフィスプリンターにも一般的になっているが、すべての機種が備えているわけではない。
オフィスのような商業環境では、職場のレーザープリンターの性能と効率を向上させるために、専用のソフトウェアやサービスを併用することが一般的になってきている。このソフトウェアは、1日に印刷できるページ数や、カラーインクの使用量を制限したり、無駄と思われるジョブを選別するなど、従業員がプリンターとどう関わるかを指示するルールを設定することができる。

## カラーレーザープリンター

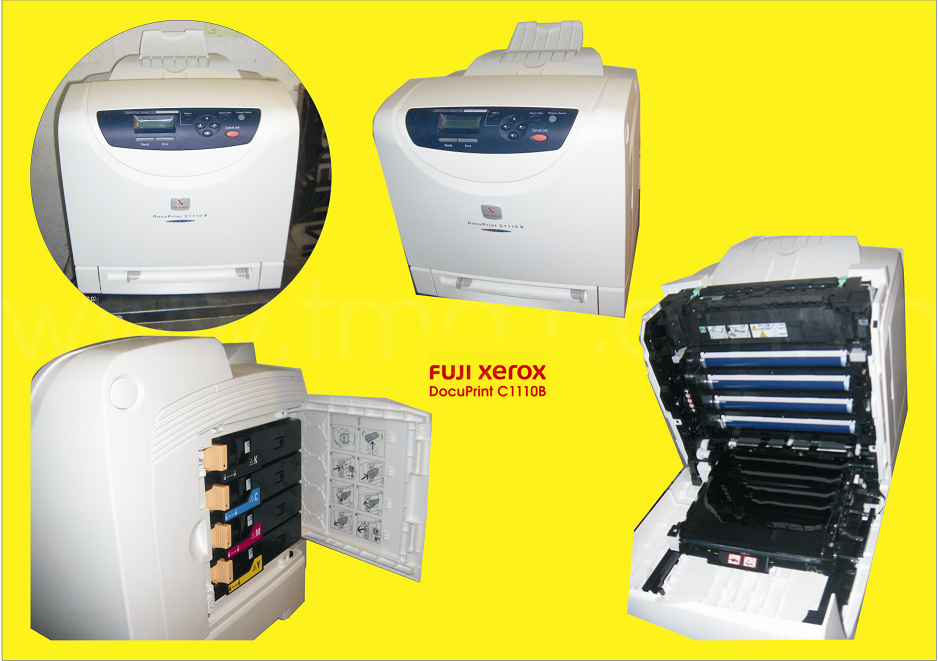
YMCKの4色のマーキングユニットが並んだカラーレーザープリンターの内部構造（当時富士ゼロックスC1110B）

カラーレーザープリンターでは通常、シアン、マゼンタ、イエロー、ブラック（CMYK）の4色からなるカラートナー（粉体インク）を使用する。モノクロプリンターがレーザースキャナーアセンブリを1つしか持たないのに対し、カラープリンターでは各色毎にユニットを持つことが多い。
カラー印刷では、各色を出力する間にレジストレーション誤差と呼ばれるごくわずかな位置ずれが発生し、意図しない色滲み（にじみ）、像ぶれ、色領域の縁に沿った明暗の縞模様が発生することがあるため、印刷プロセスは複雑なものとなる。位置ぎめ精度を高めるために、一部のカラーレーザープリンターでは「転写ベルト」と呼ばれる大きな回転ベルトを使用している。転写ベルトはすべてのトナーカートリッジの手前を通過し、各トナー層がこのベルトに正確に塗布される。次に、組み合わされた層は、一段階で均一に用紙に転写される。
カラープリンターは通常、モノクロのみのページを印刷する場合でも、モノクロプリンターよりページ単価が高い傾向がある。
液体電子写真法（Liquid electrophotography、LEP）は、HP Indigo印刷機で使用されている印刷プロセスで、粉体トナーの代わりに静電荷を帯びたインクを使用し、定着器の代わりに加熱された転写ロールを使用して、帯電したインク粒子を溶かしてから用紙に塗布する。

### カラーレーザー転写プリンター
カラーレーザー転写プリンターは、熱プレスによって転写されるように設計された転写シート（転写媒体）を制作するように設計されている。これらの転写シートは通常、企業やチームのロゴが入ったカスタムメイドのTシャツやロゴ商品を製造するために使用される。
二段階カラーレーザー転写は、カラーレーザープリンターでカラートナー（通常、CMYK（シアン、マゼンタ、イエロー、ブラック）の粉体インク）を使用する二段階プロセスの一部をなすもので、濃色のTシャツに印刷するために設計された新しいプリンターは、特殊な白色トナーを使用して、濃色の衣類やビジネス商材に対して転写することができる。
CMYKカラー印刷プロセスは、独自の画像処理プロセスによって数百万もの色を忠実に再現することができる。

### インクジェットプリンターとのビジネスモデル比較
メーカーは、低価格のカラーレーザープリンターでも、インクジェットプリンターでも、同様のビジネスモデルを展開している。プリンター本体は安く販売されるが、交換用のトナーやインクは比較的高価である。カラーレーザープリンターでは、プリンター本体とトナーカートリッジの両方が初期価格が高いにもかかわらず、カートリッジあたりの印刷枚数はインクジェットよりも多くの枚数を印刷できるため、ページあたりの平均ランニングコストは通常、レーザーがわずかに低くなる。
カラーレーザーの印刷品質に関わる要因として、解像度（通常600-1200 dpi）および4色トナーの使用があげられる。カラーレーザーでは、大面積を同じ色で印刷したり、微妙な色のグラデーションを印刷するのが苦手なことが多い。写真の印刷用として設計されたインクジェットプリンターでは、より高品質のカラー画像を作成することができる。インクジェットプリンターとレーザープリンターを詳しく比較すると、高品質の大量印刷にはレーザープリンターが適し、大判印刷や家庭用にはインクジェットプリンターが適する傾向がある。レーザープリンターは、より正確な縁取りと深みのある単色カラーに優れる。また、カラーレーザープリンターはインクジェットプリンターよりはるかに高速だが、大きくてかさばる傾向がある。

### 偽造防止マーク

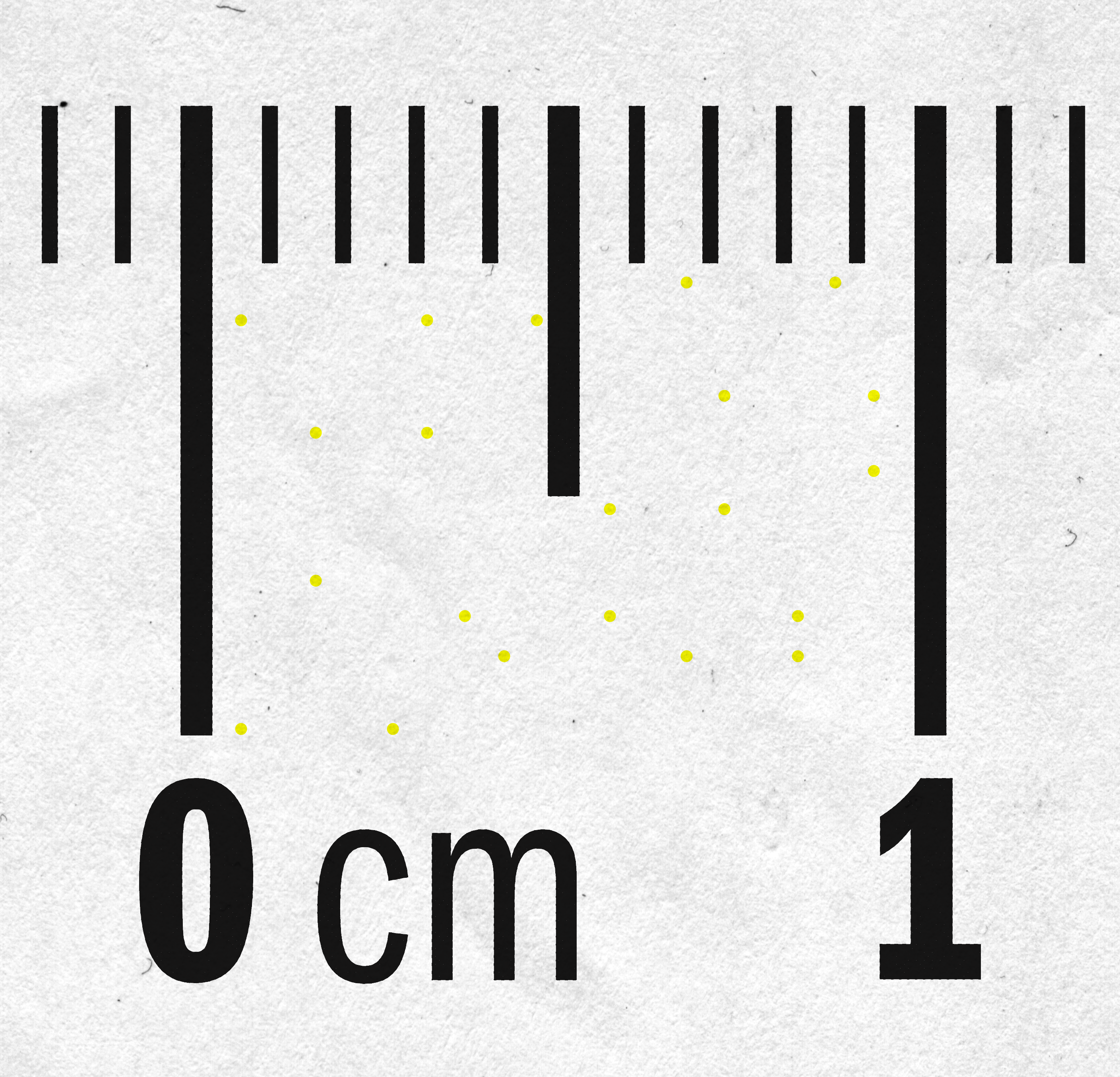
カラーレーザープリンターで白い紙に出力された小さな黄色の点は、ほとんど目に見えない。(クリックすると高解像度で画像が表示される）

最近のカラーレーザープリンターの多くは、トレーサビリティを目的として、目にはほとんど見えないドット格子で印刷物に印を付けている。ドットの色は黄色で、大きさは約0.1 mm（0.0039インチ）、格子の間隔は約1 mm（0.039インチ）である。これは、贋造物（がんぞうぶつ）の追跡を助けるために、米国政府とプリンターメーカーが合意した結果とされている。このドットは、印刷された1枚1枚の用紙に、印刷日時、プリンターのシリアル番号などの情報を二進化十進数で符号化したもので、紙片をメーカーが追跡して、機械の購入場所や、場合によっては購入者を特定することができる。
電子フロンティア財団などのデジタル権擁護団体は、印刷する人のプライバシーと匿名性が損なわれることを懸念している。

## トナーカートリッジ内のスマートチップ
インクジェットプリンターと同様に、トナーカートリッジの売上を伸ばすために、トナーカートリッジには、印刷可能なページ数を減らすスマート・チップが組み込まれれていることがある（カートリッジ内の使用可能なインクやトナーの量を50％程度まで減らすこともある）。この技術は、プリンターユーザーにとって割高であるばかりでなく、廃棄物を増やし、環境への負荷も増大させる。これらのトナーカートリッジでは、（インクジェット・カートリッジと同様に）リセット装置を使用して、スマートチップによって設定された制限を無効化することができる。さらに、一部のプリンターでは、カートリッジ内のインクを使い切る方法を示すオンライン・チュートリアルが投稿されている。エンドユーザーにとって、これらのチップには何も利点ももたらさない。しかし、一部のレーザープリンターでは、チップを使って電気的に印刷ページ数をカウントするのではなく、カートリッジ内のトナー残量を検知する光学センサーを設け、カートリッジの耐用年数を管理するためにチップを搭載している。

## 安全上の危険、健康上のリスク、および予防措置

### トナーの清掃
トナー粒子は静電特性を持つように調合されているため、他の粒子や物体、あるいは搬送系や吸引ホースの内部と擦れると静電気が発生することがある。帯電したトナー粒子からの静電気放電により、掃除機のダストバッグ内の可燃性粒子に引火したり、十分な量のトナーが空気中に飛散している場合は、小規模な粉塵爆発を引き起こす可能性がある。トナー粒子は非常に小さいため、従来の家庭用掃除機の集塵バッグでは十分に捕集されず、モーターを通過して室内に逆戻りしたりする。
トナーがレーザープリンター内にこぼれたとき、効果的な清掃するためには、導電性ホースと高効率微粒子フィルター（HEPA）を備えた特別な掃除機が必要になる場合がある。これらの特殊なツールは、ESDセーフ（静電気放電保護）またはトナー掃除機と呼ばれる。

### オゾンによる危険性
印刷プロセスの通常の部分として、プリンター内部の高電圧によってコロナ放電が発生し、イオン化した酸素と窒素が反応してオゾンと窒素酸化物を生成する。大型の業務用プリンターや複写機では、排出ガス経路中の活性炭フィルターがこれらの有毒ガスを除去し、オフィス環境の汚染を防いでいる。
しかし、業務用プリンターでは一部のオゾンがフィルターをすり抜けてしまい、消費者向け小型プリンターの多くはオゾンフィルターを備えていない。レーザープリンターや複写機を、狭くて換気の悪い部屋で長時間使用すると、これらのガスがオゾン臭や刺激臭に気づくレベルに達する可能性がある。極端な場合、理論的には潜在的な健康被害を引き起こす可能性がある。

### 呼吸器系の健康リスク
2012年にオーストラリアのクイーンズランド州で実施された研究によると、一部のプリンターはマイクロメートル未満の粒子を排出しており、呼吸器疾患との関連が疑われている。クイーンズランド工科大学の研究で評価された63台のプリンターのうち、もっとも排出量が多かった17台はHP製、1台は東芝製であった。ただし、調査対象となった機械は、すでに建物に設置されているものだけであり、特定のメーカーに偏っていた。著者らは、同モデルの機種間でも粒子排出量にかなりのばらつきがあることを指摘した。クイーンズランド工科大学のモラフスカ教授によれば、1台のプリンターが排出する粒子は、燃えているタバコと同程度であったという。
超微粒子の吸入による健康への影響は、粒子の組成にもよるが、呼吸器への刺激から循環器疾患や癌（がん）などのより深刻な病気に至るまで多岐にわたる。
2011年12月、オーストラリアの政府機関、オーストラリア労働安全機構（Safe Work Australia）は既存の研究を検討し、「レーザープリンターの排出ガスと健康への悪影響を直接関連付ける疫学研究は見当たらない」と述べ、いくつかの評価では「レーザープリンターの排出ガスにさらされることによる直接的な毒性や健康影響のリスクは無視できる」と結論づけている。また、この検討では、排出物が揮発性または半揮発性の有機化合物であることが示されているため、「このような排出物が呼吸器組織と接触した後に『微粒子』になる可能性は低く、また『微粒子』として残留する可能性も低いため、健康への影響は『微粒子』の物理的性質よりもむしろエアロゾルの化学的性質に関連すると予想するのが論理的であろう」とも述べている。
ドイツ法定災害保険（German Social Accident Insurance）は、トナー粉塵やコピー・印刷サイクルへの暴露による健康への影響を調査するための人体研究を委託した。ボランティア（対照郡23人、暴露対象郡15人、喘息患者14人）が、曝露室内で規定の条件下でレーザープリンターの排出に暴露された。広範なプロセスおよび被験者に基づく研究結果は、レーザープリンターの高濃度の排出ガスへの暴露が、報告された疾患につながる実証可能な病態形成過程を開始することを確認できなかった。
レーザープリンターからの排出を低減するための提案としてよく話題に上るのは、レーザープリンターにフィルターを後付けすることである。プリンターのファン排出口に粘着テープでフィルターを固定し、粒子放出を減少させる。しかし、すべてのプリンターには排紙トレイがあり、ここから粒子が放出されている。排紙トレイにはフィルターを取り付けることができないため、フィルターの後付けで排出ガス全体を減らすことは不可能である。

### 航空輸送の禁止
2010年の貨物機爆破計画で、爆発物が充填されたトナーカートリッジを搭載したレーザープリンターの積荷が複数の貨物航空機で発見されたことを受け、米国運輸保安庁は、乗客が機内持ち込み手荷物や預け荷物として、0.45 kg（1ポンド）を超えるトナーカートリッジやインクカートリッジを帰航便に持ち込むことを禁止した。雑誌PC Magazineは、大半のカートリッジは規定重量を超えないため、この禁止措置はほとんどの旅行者には影響しないだろうと指摘している。